# Porphyrosela neodoxa
Porphyrosela neodoxa là một loài bướm đêm thuộc họ Gracillariidae. Nó được tìm thấy ở Ấn Độ (Bihar).
Ấu trùng ăn Cajanus cajan, Cajanus indicus, Desmodium, Rhynchosia (bao gồm Rhynchosia minima). Chúng có thể ăn lá nơi chúng làm tổ.